# Il était une fois (film, 1922)
Pour les articles homonymes, voir Il était une fois.
Pour plus de détails, voir Fiche technique et Distribution.
Il était une fois (titre original : Der var engang) est un film danois muet réalisé par Carl Theodor Dreyer, sorti en 1922. Ce film est l'adaptation au cinéma d'une pièce d'Holger Drachmann.

## Synopsis
Une princesse éconduit tous ses prétendants. Un jour, le prince du Danemark arrive pour demander sa main et tenter de gagner son amour grâce à des objets magiques que lui ont donné un esprit.

## Fiche technique
- Titre : Il était une fois
- Titre original : Der var engang
- Réalisation : Carl Theodor Dreyer
- Scénario : Palle Rosenkrantz, Carl Theodor Dreyer d'après la pièce de Holger Drachmann
- Directeur de la photographie : George Schnéevoigt
- Montage : Edla Hansen (en), Carl Theodor Dreyer
- Décorateur : Jens G. Lind
- Sociétés de production : Sophus Madsen Film
- Lieu de tournage : Château de Frederiksborg
- Durée : 75 minutes
- Format : Noir et blanc  - Muet
- Dates de sortie :
  - Danemark : 3 octobre 1922

## Distribution
- Clara Pontoppidan
- Svend Methling
- Peter Jerndorff
- Hakon Ahnfelt-Rønne
- Mohamed Archer
- Bodil Faber
- Wilhelmine Henriksen
- Lili Lani
- Henry Larsen
- Frederik Leth
- Schiøler Linck
- Gerda Madsen
- Lars Madsen
- Torben Meyer
- Karen Poulsen
- Musse Scheel
- Emilie Walbom
- Viggo Wiehe
- Zun Zimmermann

## Photographies

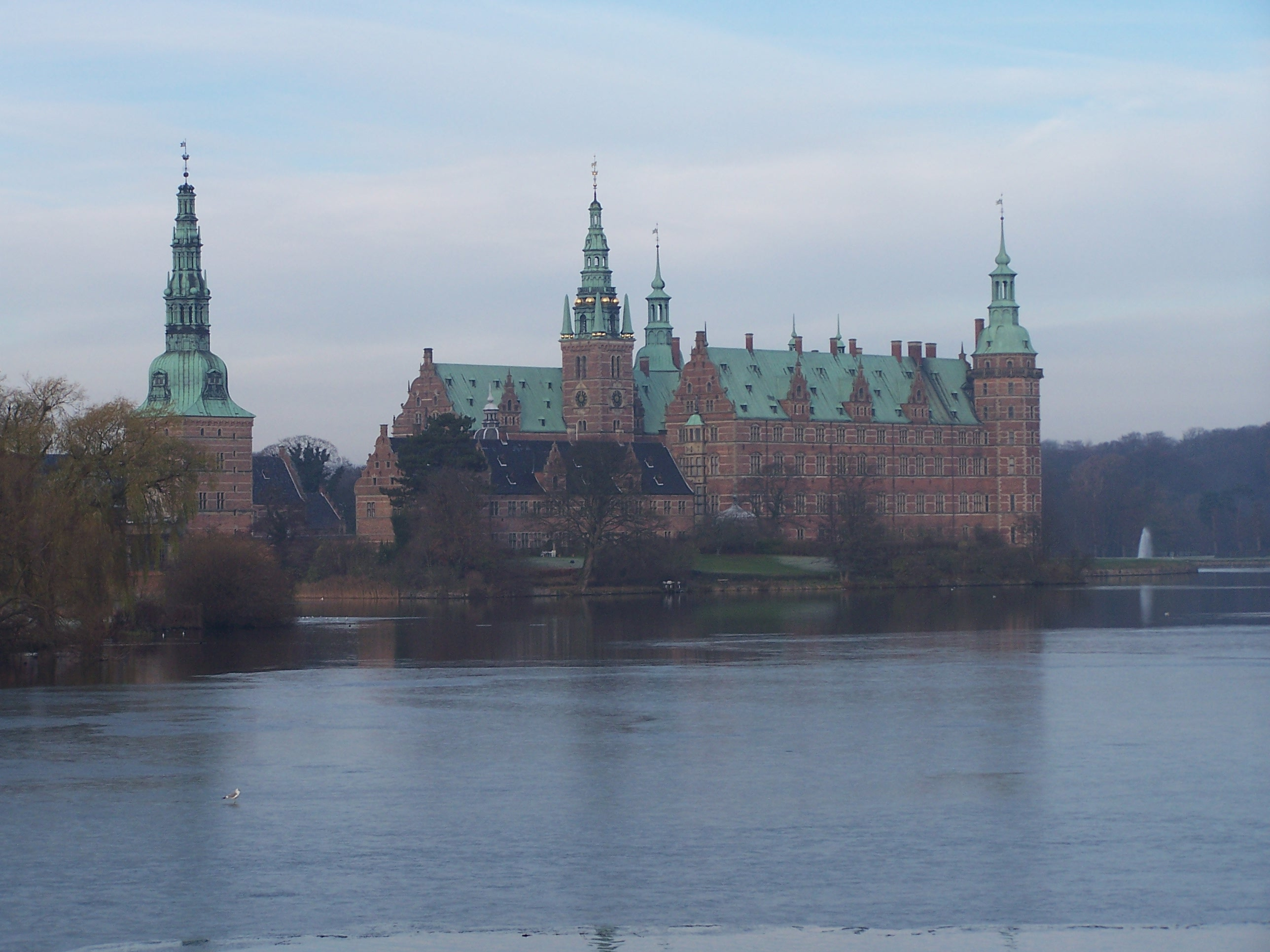
Le Château de Frederiksborg, lieu de tournage du film.
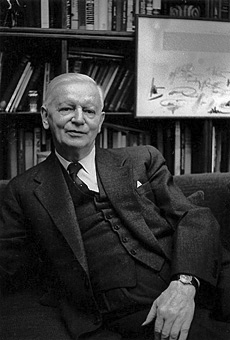
Carl Theodor Dreyer, le réalisateur, en 1965.
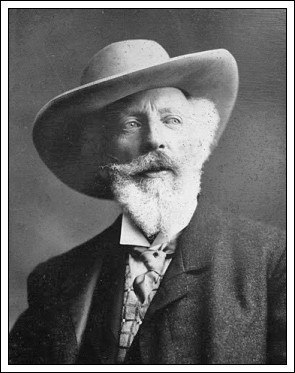
Holger Drachmann, auteur de la pièce.